# 保罗·法尔克
保罗·法尔克（德語：Paul Falk，1921年12月21日—2017年5月20日），德国男子花样滑冰运动员。他曾代表德国参加1952年冬季奥林匹克运动会花样滑冰比赛，搭档里娅·巴兰获得双人滑金牌。